# Kadrina församling
Kadrina församling (estniska: Kadrina kogudus) är en församling som tillhör Viru kontrakt inom den Estniska evangelisk-lutherska kyrkan. Församlingen omfattar Kadrina kommun samt byn Sakussaare i Vihula kommun i landskapet Lääne-Virumaa.

## Större orter
- Hulja (småköping)
- Kadrina (småköping)